# Sarny Wielkie
Sarny Wielkie (deutsch Groß Sarne, auch Groß-Saarne) ist ein Dorf in der Gmina Niemodlin, im Powiat Opolski, der Woiwodschaft Oppeln im Südwesten von Polen.

## Geographie

### Geographische Lage
Sarny Wielkie liegt etwa dreizehn Kilometer nordwestlich vom Gemeindesitz Niemodlin (Falkenberg) und etwa 35 Kilometer westlich von der Kreisstadt und Woiwodschaftshauptstadt Oppeln. Sarny Wielkie liegt in der Nizina Śląska (Schlesische Tiefebene) am Rande der Dolina Nysy Kłodzkiej (Glatzer Neiße-Tal) hin zur Równina Niemodlińska (Falkenberger Ebene).
Im Norden verläuft die Autobahn 4. Westlich von Sarny Wielkie fließt die Nysa Kłodzka (Glatzer Neiße).

### Nachbarorte
Östlich von Sarny Wielkie liegt Sarny Małe (Klein Sarne), im Südosten Gracze (Graase) und im Südwesten Radoszowice (Raschwitz).

## Geschichte
1410 wird das Dorf erstmals erwähnt. 1534 erfolgte eine Erwähnung als Sarny.
Nach dem Ersten Schlesischen Krieg 1742 fiel Groß Sarne mit dem größten Teil Schlesiens an Preußen.
Nach der Neuorganisation der Provinz Schlesien gehörte die Landgemeinde Groß Sarne ab 1817 zum Landkreis Falkenberg O.S. im Regierungsbezirk Oppeln. 1845 bestand das Dorf aus 44 Häusern und einem Vorwerk. Im gleichen Jahr lebten in Groß Sarne 302 Menschen, davon 45 katholische. 1855 lebten 304 Menschen im Ort. 1865 zählte das Dorf 22 Gärtner- und 2 Häuslerstellen. Eingeschult waren die Einwohner nach Graase. 1874 wurde der Amtsbezirk Graase gegründet, welcher aus den Landgemeinden Graase, Groß Mangersdorf, Groß Sarne, Klein Mangersdorf, Raschwitz und Rautke und den Gutsbezirken Graase, Groß Sarne, Klein Mangersdorf, Raschwitz und Rautke bestand. 1885 zählte Groß Sarne 222 Einwohner.
1933 lebten in Groß Sarne 286 Menschen. Im Jahr 1939 zählte das Dorf 323 Einwohner. Bis Kriegsende 1945 gehörte der Ort Groß Sarne zum Landkreis Falkenberg O.S.
Am 6. Februar 1945 wurde das Dorf durch die Rote Armee besetzt. Danach kam der bisher deutsche Ort Groß Sarne unter polnische Verwaltung und wurde zunächst in Sarny Wielkie umbenannt. Am 21. Juni 1946 wurde die restliche noch verbliebene deutsche Bevölkerung vertrieben. 1950 kam der Ort zur Woiwodschaft Oppeln. 1999 kam der Ort als Teil der Gmina Niemodlin zum wiedergegründeten Powiat Opolski.